# Tracey Sketchit
Tracey Sketchit (ケンジ?  Kenji en el original japonés) es un personaje del anime Pokémon. Es el ayudante del profesor Samuel Oak.

## Información del personaje
Tracey es un artista dibujante y observador pokémon, los cuales se dedican a ver las costumbres de estas criaturas. Asistido por sus pokémon Marill y Venonat, Tracey busca a los pokémon, toma nota de ellos, y los dibuja. Ocasionalmente, puede dibujar cosas que nada tengan que ver con los pokémon (como a Cissy, una de las Líderes de Gimnasio de las Islas Naranja). Viaja con Ash y Misty a través de las Islas Naranja luego que su amigo Brock se quedara con la Profesora Ivy.
Su primera aparición fue cuando salió interrumpiendo una pelea entre Ash contra unos vándalos que atormentaban a un pequeño Lapras, para decir que el Spearow estaba sin vitaminas, el color del Beedrill estaba opaco y que el Hitmonchan parecía estar fuera de forma, todo ello únicamente dándoles un simple vistazo a estos pokémon (que cabe destacar pertenecían a esos vándalos). Más tarde en el anime, Tracey salva a un Scyther y lo captura añadiendo a su equipo un poderoso Pokémon (Marill podría ser interpretado como un pokémon nadador y Venonat como un pokémon veloz).
Tracey ve al Profesor Oak como su ídolo, una fascinación que podría ser equiparable a la de Max en las siguientes temporadas. Se une a Ash porque está en permanente contacto con el Prof. Oak, y más tarde se separa del grupo para ser asistente del profesor. Parece poseer una enorme cantidad de conocimiento sobre los pokémon, similar a Brock y Max.
Tracey aparece en los episodios de las Crónicas Pokémon, aún más que cualquier otro personaje no-villano, generalmente como asistente del Profesor Oak, o visitando a Misty y sus hermanas en el Gimnasio de Ciudad Celeste 

### Pokémon que posee
- Venonat → Venomoth: Tracey atrapó a Venonat antes de conocer a Ash. Su principal habilidad es usar sus ojos para escanear el área y localizar a los Pokémon que Tracey esté buscando. Se descubre que Venonat había evolucionado a Venomoth en algún momento durante su tiempo como asistente del Profesor Oak.
- Marill: Tracey atrapó a Marill antes de conocer a Ash. Tiene la habilidad de usar su fino oído para localizar a los Pokémon que Tracey busca. Es útil además para buscar en el agua usando su cola para flotar. Esta Marril es madre del Azurill de Misty.
- Scyther: Cuando Tracey vio por primera vez a su Scyther, este había sido feamente apaleado por su manada. Lo atrapó debido a que era necesario curarlo en un Centro Pokémon. Es así que llegó a ser su luchador principal, a pesar de ser un Scyther bastante viejo es aun un fuerte pokémon. Cuando Scyther conoció al Charizard de Ash, había un poco de rivalidad entre ellos, pero luego de vencer al Equipo Rocket juntos, comenzaron a respetarse uno al otro.

## Característica principal
Tracey es un ávido artista, deteniendo a menudo la acción para decir: "¡Tengo que dibujar esto!". En su primera aparición interrumpió la pelea entre el Pikachu de Ash contra el Spearow, Beedrill y Hitmonchan de los vándalos que golpeaban al Lapras únicamente para observar su condición. Aun si se encuentra en peligro, Tracey insiste en dibujar al Pokémon que esté observando, como ocurre en el episodio 88 en el cual Tracey intenta dibujar a un Rhyhorn salvaje mientras lo ve en el césped cerca al borde de un precipicio. Además, en el mismo episodio había dibujado a la Oficial Jenny lanzando una cuerda a modo de lazo. Cuando Ash vio el dibujo, Tracey calmadamente respondió diciendo que no necesariamente tiene que estar observando a los Pokémon todo el tiempo.  
- Datos: Q1201008